# 根呷
根呷（藏語：ཀུན་དགའ།，威利转写：kun dga'），全名根呷彭冲，藏族男歌手。根呷出生于四川省甘孜藏族自治州德格县，在甘孜州民干校毕业后受亚东和根秋扎西老师启发并拜亚东为师成为其大徒弟。根呷在四川音乐学院进修过3年，毕业后在其师亚东的指导下开始发行个人专辑。

## 生平
根呷，出生在英雄格萨尔王故乡德格，自幼喜爱唱歌，1999年在康定民干校毕业后到四川省音乐学院进修三年，后得到亚东和根秋扎西的启发，成为亚东的大徒弟，自创了许多具有现代西藏青年特质的歌曲。他的音乐拥有独特的民族通俗风格及浓郁的雪域风情。

## 唱片
根呷自出道至今，共发行了6张专辑，分别是：等待，师徒专辑，等待的希望，曼陀铃，根呷歌曲精选以及师徒专辑2。

## 資料
- 藏族歌手根呷心繫殘疾兒童